# Río Tampaón
El Río Tampaón es un río mexicano que nace en la confluencia de los ríos Gallinas y Santa María, y desemboca en la confluencia con el Río Moctezuma para dar nacimiento al Río Pánuco,en su paso cruza por los estados de San Luis Potosí y Veracruz.
- Datos: Q35435206
- Multimedia: Tampaón River / Q35435206